# حملة توغولاند
تشير حملة توغولاند (6 أغسطس - 26 أغسطس 1914) إلى الغزو الفرنسي والبريطاني لمستعمرة توغولاند الألمانية في غرب أفريقيا، وهي الحملة التي أشعلت المسرح الأفريقي في الحرب العالمية الأولى. انسحبت القوات الألمانية الاستعمارية من العاصمة لومي والمقاطعة الساحلية للقتال، فسبّب ذلك تأخر العمليات على الطريق الشمالي المؤدي إلى كامينا، حيث توجد محطة الإرسال اللاسلكية التي تربط الحكومة الألمانية في برلين بتوغو والمحيط الأطلسي وأمريكا الجنوبية.
زحفت القوات البريطانية والفرنسية الرئيسة من مستعمرتي ساحل الذهب وداهومي المجاورتين، فعبرت الساحل أعلى الطريق والسكة الحديدية، في حين تلاقت مجموعات أصغر من القوات في كامينا قادمةً من الشمال. استطاع المدافعون الألمان تأخير الغزاة بضع أيام في حادثة أغبيلوف (الحادثة هي عدوان أو اشتباك ليس جسيمًا بالقدر الكافي ليُطلق عليه اسم معركة) وحادثة تشرا، لكن الألمان سلّموا المستعمرة في 26 أغسطس عام 1914. قُسمت توغولاند في سنة 1916 بين الطرفين المنتصرين، وقام الانتداب البريطاني على توغو البريطانية، والفرنسي على توغو الفرنسية، برعاية عصبة الأمم في يوليو عام 1922.

## خلفية

### توغولاند 1914
أسّست الإمبراطورية الألمانية محميةً في توغولاند عام 1884، وكانت مساحتها أكبر بقليل من مساحة أيرلندا، يقطنها نحو مليون نسمة في عام 1914. تخترق المنطقة سلسلة من الجبال يزيد ارتفاعها عن 901 متر (3000 قدم)، وتمتد من الجنوب الشرقي إلى الشمال الغربي، ما يقيّد حركة المرور بين الساحل والمنطقة الداخلية. أما جنوب سلسلة المرتفعات، فيشهد سطح الأرض ارتفاعًا من السبخات الساحلية والبحيرات الشاطئية ليتحوّل إلى هضبةٍ محيطية مغطاة بالغابات والعشب العالي والأشجار الخفيضة، يتراوح ارتفاعها بين 61 إلى 91 متر (200 إلى 300 قدم)، حيث أزال المزارعون الغابات لزراعة زيت النخيل. كان مناخ المنطقة استوائيًا، وشهدت المناطق الداخلية هطولات مطرية أكبر، في حين تميّز شهر أغسطس بالموسم الجاف.
تحاذي توغولاند ساحل الذهب، ويمتد نصف الحدود على طول نهر فولتا ورافده في الجنوب، في حين تمتد الحدود على مسافة 130 كيلومتر (80 ميل) خلف الضفة الشرقية. جعل الألمان المنطقة الجنوبية إحدى المستعمرات الأكثر تطورًا في أفريقيا، فبنوا سككًا حديدية بطول 3 أمتار، وشيّدوا الكثير من الطرق المتفرعة من العاصمة والمدينة الرئيسة لومي. لم تمتلك توغولاند مرفًأ، فكان على السفن الرسوُّ بعيدًا عن لومي ونقل البضائع عبر القوارب. وصل أحد خطوط السكك الحديدية أنيو الساحلية بالعاصمة لومي، وامتد آخرٌ من لومي إلى كباليمي. شيُدت الطرق من لومي إلى أتكابامي وسوكودي، ومن كباليمي إلى كيتي كراتشي، ومن كيتي كراتشي إلى مانغو. وتذكر التقارير أن تلك الطرق كانت صالحة لسير المركبات الميكانيكية في عام 1914.
كان القوات العسكريّة الألمانية في توغولاند ضئيلة، ولا وجود للوحدات العسكرية، بل مجرّد 693 عضوًا من الشوتزتروبه (قوات شبه عسكرية) تحت قيادة النقيب جورج بفيلر، ونحو 300 مستوطن تلقوا تدريبًا عسكريًا. كانت المستوطنة محاذية لأراضي الحلفاء، تحدّها داهومي الفرنسية من الشمال والشرق، ويحدّها ساحل الذهب البريطاني من الجنوب. وصلت الطرق والسكك الحديدية بين الساحل والعاصمة لومي والمحطة اللاسلكية في كامينا، التي تبعد نحو 100 كيلومتر (62 ميل) عن الساحل، وكان للمنطقتين السابقتين أهميّة عسكرية. حاذت كامينا بلدة أتكابامي، واكتمل بناؤها في يونيو من عام 1914. كان جهاز الإرسال محطّة وسيطة للتواصل بين ألمانيا والبحريّة الإمبراطورية الألمانية ومستعمراتها في ما وراء البحار وأمريكا الجنوبية. أرادت الأميرالية البريطانية حرمان الألمان من استخدام المحطة لتنسيق هجماتهم على حركة النقل والشحن البحري في المحيط الأطلسي. كان حاكم توغولاند، وهو الدوق أدولف فريدريتش من مكلنبورغ، في ألمانيا عند اندلاع الحرب، فأصبح نائبه الرائد هانس جورج فون دورينغ الحاكم الفعلي.

### ساحل الذهب 1914
شهد ساحل الذهب في شهر يوليو عام 1914 غياب الحاكم السير هيو كليفورد، والفريق تشارلز دوبيل قائد قوات الجبهة الأفريقية الغربية، والمقدّم آر. إيه. دي بي. روس قائد فوج ساحل الذهب. كان دبليو. سي. إف. روبرتسون الحاكم بالنيابة، وتولّى الرائد فريدريك براينت منصب قائد فوج ساحل الذهب بالنيابة. تألفت فوج ساحل الذهب من سرية استكشاف وسبع سرايا مشاة، تشمل كلّ واحدة منها مدفعًا رشاشًا وبطارية مدفعيةٍ مؤلفة من 4 مدافع جبلية رشاشة من فئة كيو إف 2.5 إنش، فوصل حجم الفوج إلى 1595 جنديًا، من بينهم 124 جنديًا مسؤولًا عن حمل المدفعية و330 جنديًا احتياطيًا. وُجدت أيضًا 4 «فيالق متطوعين» تشمل نحو 900 مقاتل و1200 شرطي وضابط جمارك. وُضع مخطط الدفاع عن ساحل الذهب (1913) استعدادًا للحرب مع الفرنسيين في ساحل العاج المجاور والألمان في توغولاند، وفي حال اندلاع الحرب مع ألمانيا، خططت المستعمرة للدفاع عن نفسها على امتداد بحيرة فولتا والحدود الشمالية الشرقية ضد هجوم الألمان، وجاءت الخطة بناءً على تكهنٍ بقدرات الألمان في توغولاند. جهّزت الخطة أيضًا عملية هجومية على امتداد البحيرة وصولًا إلى شمال توغولاند، ثم الاندفاع جنوبًا لاقتحام المناطق ذات الكثافة السكانية الأكبر من المستعمرة.
وصلت برقية مكتب المستعمرة إلى أكرا في 29 يوليو عام 1914، وطلبت اعتماد المرحلة الوقائية من الخطة الدفاعية، فبعث روبرتسون تلك المعلومات إلى براينت في اليوم التالي. استغنى براينت عن المخطط، خصوصًا أن الأخير لم يجرِ تنقيحه بعد تشييد المحطة اللاسلكية في كامينا، فأمر براينت فوج ساحل الذهب بالتحرك على امتداد الحدود الجنوبية لتوغولاند بحلول 31 يوليو، بدلًا من اعتماد الحدود الشمالية. اقترح دوبيل في الثالث من أغسطس، عندما كان في لندن، أن تقدّم القوات -بعد اندلاع الحرب- سيبدأ على امتداد الطريق الساحلي من أدا إلى كيتا، ثم إلى لومي التي تبعد مسافة تقل عن 3.2 كيلومتر (2 ميل) عن الحدود. وصل براينت إلى الاستنتاج ذاته، ونظّم أرتالًا من قوات الاستطلاع في كراتشي وأدا، وجمع قوة الجيش الرئيسة في كوماسي، فجهّز قواته للتحرّك في كلا الاتجاهين.

## التمهيد للحملة

### التحضيرات الإنجليزية الفرنسية
قطع الحلفاء الأسلاك البحرية الألمانية بين مونروفيا وتِنِريف في 5 أغسطس، أي بعد مرورٍ يوم على إعلان بريطانيا الحرب ضد ألمانيا، فكانت محطة الإذاعة في كامينا الرابط الوحيد المتبقي بين المستوطنة وألمانيا. أرسل دورينغ، حاكم توغولاند بالنيابة، برقية إلى روبرتسون في اليوم نفسه، اقترح فيها إعلان الحياد وفقًا للفقرتين العاشرة والحادية عشرة اللتان تنصان على حياد المستعمرات في حوض الكونغو عند اندلاع نزاعٍ في أوروبا. كان الاعتماد الاقتصادي المتبادل بين مستعمرات غرب أفريقيا سببًا آخرًا وراء مناشدة دورينغ، فضلًا عن المصالح المشتركة للأوروبيين في الهيمنة على السكان المحليين. مع ذلك، رفض مجلس الوزراء في لندن عرض الحياد في السادس من أغسطس.
علم براينت أن الفرنسيين في داهومي يفضلون التعاون، فأرسل الرائد باركر وحاكم منطقة كيتا إلى دورينغ بمبادرة شخصية منه. طلب براينت استسلام المستعمرة، ومنح الألمان 24 ساعةً للاستجابة. اخترق البريطانيون رسالةً لاسلكية بعثها دورينغ في اليوم التالي، أفصح فيها عن انسحابه من الساحل إلى كامينا، وأوضح أن لومي ستستلم إذا تعرضت للهجوم. تلقى حاكم داهومي عرضًا مشابهًا من دورينغ بهدف إبقاء الوضع الحيادي، لكن حاكم داهومي عدّه بمثابة إعلان حرب، وطلب بدء الهجوم. وضع الفرنسيون خطة طارئة للاستيلاء على لومي والساحل، لكنهم لم يعلموا بأمر المحطة اللاسلكية في كامينا، والتي تبعد 60 كيلومترًا (37 ميلًا) فقط عن حدود داهومي.